# Стад Каве Верт
Стад Каве Верт (фр. Stade de la Cavée Verte) — футбольный стадион в городе Гавр, Франция. С 1918 года по 1970 год являлся домашним стадионом для клуба Гавр. По состоянию на 2013 год имеет две трибуны, одна каменная, другая в виде холма за воротами, вмещает 3 000 зрителей. На стадионе проводят матчи команды любительского чемпионата Франции по футболу. На момент проведения чемпионата мира вмещал 28 000 зрителей.

## История
В 1915 году территория у улицы Cavée Verte была выбрана клубом Гавр под будущий стадион. Началось строительство, в котором приняли участие плененные по окончании Первой мировой войны немцы. Трибуны были перенесены на стадион с местного ипподрома. В 1919 году на стадионе был сыгран финальный матч футбольного чемпионата, проводимого Союзом французских обществ атлетического спорта (фр. Union des Sociétés Françaises de Sports Athlétiques) между Гавром и Марселем.
4 июня 1924 года на стадионе состоялся матч между сборными Франции и Венгрии, счет 1:0. В 1928 году сборная Уругвая в рамках подготовки к Олимпийскому футбольному турниру провела на стадионе два поединка с клубом Гавр, завершившихся со счётом 6:0 и 7:1 в пользу южноамериканцев. 20 ноября 1932 года на стадионе происходит пожар, убытки от которого составляют 500 000 франков, однако к следующему футбольному сезону трибуны успевают восстановить. К чемпионату мира 1938 года вместимость стадиона составляет 28 000 мест, 1 000 из которых сидячие, и 6 000 накрыты козырьком. Считалось, что 5 июня на стадионе проходил матч первого раунда между сборными Чехословакии и Голландии, завершившийся со счётом 3:0. Однако впоследствии по кадрам видео и фотохроники выяснилось, что игра на самом деле проходила на другой арене Гавра Стад Мюнисипаль дю Гавр, впоследствии ставшей Стад Жюль Дешазо.
23 апреля 1950 года на матче между клубами Гавр и Ним устанавливается рекорд посещаемости арены — 24 961 зрителей, однако матч омрачается разрушением трибуны, которая не выдержала такого количества зрителей, в результате давки несколько человек были госпитализированы. Приблизительно в 1952—1953 годах на стадион обрушивается оползень, который рушит одну из трибун и сносит табло, с тех пор одна из трибун стадион представляет собой земляной холм с местами для зрителей.
В 1971 году футбольный клуб Гавр переезжает на более современную арену Стад Жюль Дешазо (фр. Stade Jules-Deschaseaux). С 1971 года на стадионе играются матчи дублирующего состава Гавра.